# Iâh
Pour les articles homonymes, voir Iah et Aah.
Dans la mythologie égyptienne, Iâh est un dieu mineur lié à l'astre lunaire.
Sa représentation polymorphique s'explique par le fait qu'il est souvent associé à une autre divinité qui s'identifie à lui :
- sous la forme d'un ibis, il est une manifestation du dieu Thot ;
- sous les traits d'un enfant portant la tresse de l’enfance et coiffé d’un disque et d’un croissant lunaire, il est alors Khonsou ;
- Osiris prend la forme de Iâh quand il s'identifie à la Lune ;
- on le trouve également représenté sous la forme d'un dieu à tête d'épervier.

Plusieurs souverains prirent son nom, dont le roi fondateur de la XVIIIe dynastie Ahmôsis (ỉˁḥ-ms) et sa mère la libératrice Iâhhotep.